# Enicospilus chaoi
Enicospilus chaoi là một loài tò vò trong họ Ichneumonidae.